# Jeffree Star
 (juin 2019).
Jeffree Star, de son vrai nom Jeffrey Lynn Steininger Jr., né le 15 novembre 1985 dans le Comté de Los Angeles aux États-Unis, est une cyber-célébrité, maquilleur, entrepreneur et musicien américain. Il est le fondateur et propriétaire de Jeffree Star Cosmetics. Il a changé légalement son prénom de "Jeffrey" à "Jeffree".
En 2006, Jeffree Star devient la personnalité la plus suivie de Myspace. Il exploite régulièrement cette plateforme afin de promouvoir sa carrière musicale. Trois ans plus tard, il sort son premier et unique album studio, Beauty Killer. Il entreprend simultanément plusieurs tournées mondiales et sa popularité ne fait alors que croitre. En 2010, le chanteur et producteur Akon, qui décrit Jeffree Star comme « le prochain Lady Gaga », l’invite à signer une entente avec sa maison de disques, suivant l’intention fondamentale de publier un deuxième album. Toutefois, celui-ci ne voit jamais la lumière du jour et Jeffree Star prend la décision brutale de quitter l’industrie de la musique en 2013, le tout dans des circonstances peu claires.
L'année suivante, il fonde sa propre société de cosmétiques et commence par la suite à promouvoir la marque au travers de sa chaîne YouTube, sur laquelle il parvient à accumuler 16 millions d’abonnés et plus de deux milliards de vues sur ses vidéos.

## Biographie
Jeffree Star est né dans le comté d'Orange en Californie, aux États-Unis. À l’âge de six ans, il apprend le décès tragique de son père. Sa mère, une ancienne mannequin qui est souvent appelée à faire des déplacements pour son travail, devient par conséquent l’unique éducatrice parentale du jeune homme. Enfant, Jeffree Star commence ses expériences avec le maquillage de sa mère et la convainc un jour de lui laisser en porter pour aller au collège. Il déménage à Los Angeles après avoir obtenu son diplôme d’études secondaires, subvenant à ses propres besoins en enchaînant un certain nombre de petits emplois impliquant le maquillage, le mannequinat et la musique. À cette époque, il se souvient avoir passé le plus clair de son temps à utiliser une fausse carte d’identité pour entrer dans les boîtes de nuit hollywoodiennes, toujours vêtu d’une mini-robe et d’une paire de talons hauts de vingt-trois centimètres, pour « retrouver toutes ces célébrités qui me donnaient ensuite rendez-vous chez elles pour les maquiller ». Jeffree Star rapporte que ses fins de semaine en termes de socialisation et de précieux conseils offerts en cosmétiques dans les discothèques lui ont finalement permis d’accéder graduellement à sa carrière de mannequin.

## Carrière

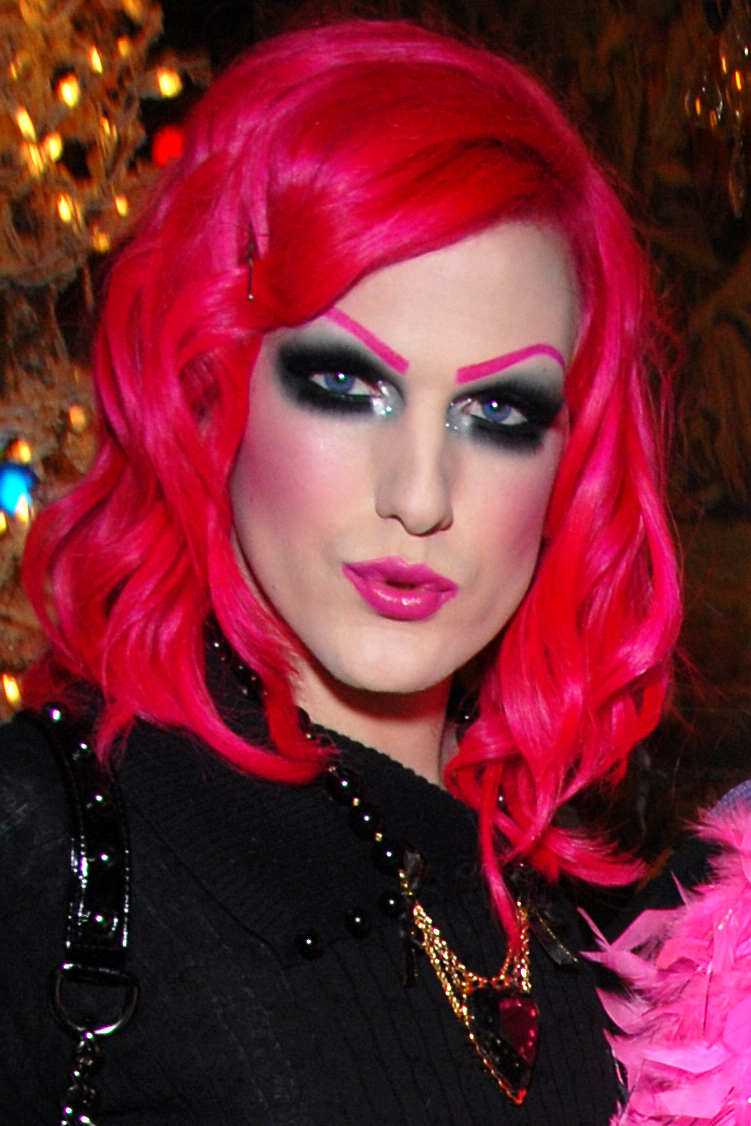
Jeffree Star en décembre 2007.

### Débuts sur Myspace
Au milieu des années 2000, Jeffree Star exploite le site de réseautage social Myspace pour faire évoluer sa carrière musicale et son occupation en tant que styliste. Il utilise également Myspace pour écrire des billets sur son quotidien, tout en faisant des commentaires sociaux sur « l'image de soi et la confiance en soi », la renommée, la beauté et la vie. Subséquemment, il se construit une véritable base de fans sur plusieurs sites web, tout en persuadant beaucoup d’entre eux de le rejoindre sur Myspace, alimentant son profil avec un grand nombre d’adeptes dès le début. Les photos qu’il publiait recevaient très fréquemment plus de cinquante mille commentaires à la seconde où elles étaient postées. La plupart des classements quotidiens le place au sommet du podium sur Myspace et Star acquiert une certaine forme de gloire pour être l’un des artistes indépendants les plus populaires de sa génération.

### Carrière musicale
La carrière musicale de Jeffree Star en tant qu’artiste de musique pop démarre peu de temps après qu’il se lie d'amitié avec la joueuse de batterie Samantha Maloney, qui l’encourage fortement à franchir le cap et donner vie à ses compositions. En 2007, suite à l’auto-édition de son premier maxi, intitulé Plastic Surgery Slumber Party, il décide de fonder son propre label, Popsicle Records. Au cours de l’été 2007, il est choisi pour faire partie d’une campagne publicitaire pour la tournée musicale annuelle True Colors, qui traverse généralement une quinzaine de villes entre les États-Unis et le Canada. Un an plus tard, il dévoile son deuxième maxi, Cupcakes Taste like Violence. Celui-ci parvient à générer un single, la chanson Lollipop Luxury, qui rencontrera éventuellement un certain succès sur le plan commercial. En septembre 2009, Jeffree Star fait paraître son premier album studio, Beauty Killer, qui atteindra la deuxième et septième place des classements américains Top Heatseekers et Dance/Electronic Albums, respectivement. Un seul et unique extrait, le titre Prisoner, est exploité dans le cadre de sa promotion et deux clips vidéo sont réalisés pour les morceaux Get Away with Murder et Beauty Killer. Le 2 octobre 2012, le chanteur publie son troisième maxi, Mr. Diva. Une édition limitée incorporant un disque vinyle en forme de cœur rouge est vendue à près de cinq cents exemplaires. Le dernier single de sa carrière, Love to My Cobain, sort le 25 juin 2013 tandis que son vidéoclip promotionnel est révélé le 15 août de la même année.

### Entrepreneuriat dans la cosmétique
En 2014, Jeffree Star ouvre sa propre franchise centrée sur la vente de maquillage en cybercommerce, utilisant la totalité de ses économies pour construire son projet. Il commence ensuite à défendre sa marque en publiant des vidéos promotionnelles sur YouTube, plateforme sur laquelle il devient un utilisateur populaire, accumulant plus de neuf millions d’abonnés et plus d’un milliard de vues. Ainsi, le magazine américain Bustle décrit Jeffree Star comme étant « un ancien musicien et enfant populaire de Myspace qui est parvenu à se réinventer dans l’ère de la cosmétique numérique ». Sa première invention à être commercialisée est une collection de rouges à lèvres liquides dotés d’une texture similaire au velours, suivie par des palettes d'illuminateurs, des exfoliants à lèvres, des palettes d’ombres à paupières, mais également des vêtements et accessoires tels que des miroirs et des trousses à maquillage.

## Vie privée
Le 11 janvier 2020, Jeffree Star annonce sur sa chaîne YouTube qu'il a rompu avec son compagnon, Nathan Schwandt (né le 18 août 1993), après près de cinq ans de vie commune. Ils vivaient ensemble à Hidden Hills, en Californie, dans la villa du youtubeur.

## Tatouages et polémique
Star est tatoué sur la quasi-totalité du corps, principalement des portraits de personnalités qui l'ont influencé tels que Kurt Cobain, Audrey Hepburn ou encore Elvis Presley. Il a également le mot Vanity sur la tempe, le mot Delicious dans le cou ainsi qu'un portrait de sa grand-mère. Une partie de ses tatouages ont été réalisés dans l'objectif de camoufler des cicatrices laissées par une adolescence difficile. Une grande partie de ses tatouages a été réalisée par la tatoueuse Kat Von D en 2007, celle-ci était une de ses amies proches, l'ayant poussé à se lancer dans le domaine du maquillage et l'ayant aidé à créer sa propre marque.
Cependant, en 2016, elle publie sur sa chaîne YouTube une vidéo où elle accuse Star de racisme et, entre autres, de l'utilisation de drogue. Elle déclare qu'il l'a déçue par son comportement et qu'elle ne souhaite plus avoir affaire à lui. Peu de temps après, Star publie une vidéo sur sa propre chaîne où il répond aux accusations de Von D et se dit choqué qu'elle souhaite briser une amitié vieille de 10 ans. Von D annonce ensuite qu'elle a retiré la teinte Jeffree de sa gamme de cosmétiques. Cependant, le produit est toujours disponible à l'achat sur son site officiel.

## Discographie

### Album studio
| Titre         | Détails de l'album                                                                     | Meilleures positions | Meilleures positions | Meilleures positions | Meilleures positions |
| Titre         | Détails de l'album                                                                     | É-U                  | É-U Dance            | É-U Heatseekers      | É-U Indépendant      |
| ------------- | -------------------------------------------------------------------------------------- | -------------------- | -------------------- | -------------------- | -------------------- |
| Beauty Killer | - Sortie : 22 septembre 2009 - Label : Popsicle Records - Formats : CD, téléchargement | 122                  | 7                    | 2                    | 22                   |